# Stéaryl-coenzyme A
La stéaryl-CoA, ou stéaroyl-CoA, est le thioester formé par l'acide stéarique avec la coenzyme A. Elle intervient dans le métabolisme des acides gras. Cet acyl-CoA à longue chaîne est un intermédiaire de la biosynthèse des acides gras monoinsaturés. L'étape critique est l'introduction d'une double liaison en configuration cis entre les atomes de carbone no 9 et 10. Cette réaction d'oxydoréduction est catalysée par la stéaryl-CoA 9-désaturase (EC 1.14.19.1). Cette réaction fait intervenir :
- des électrons issus du NADH,
- la cytochrome b5, une flavoprotéine,
- l'hème du cytochrome b5, jouant le rôle de transporteur d'électrons.

La stéaryl-CoA est convertie en oléyl-CoA et joue alors un rôle important comme substrat pour la biosynthèse d'une grande variété de lipides, dont des phospholipides, des triglycérides, des esters du cholestérol et des esters cireux. L'acide oléique est le substrat préféré de l'acyl-CoA cholestérol acyltransférase (ACAT) et de la diacylglycérol O-acyltransférase, responsables respectivement de la synthèse d'esters de cholestérol et de triglycérides. L'oléate est le principal acide gras monoinsaturé des tissus adipeux chez l'homme ainsi que des phospholipides membranaires des globules rouges.
Il est par ailleurs de plus en plus admis que les esters d'acyl-CoA prennent part à la signalisation cellulaire agissant sur le métabolisme cellulaire,.